# Lijst van rijksmonumenten in Limburg

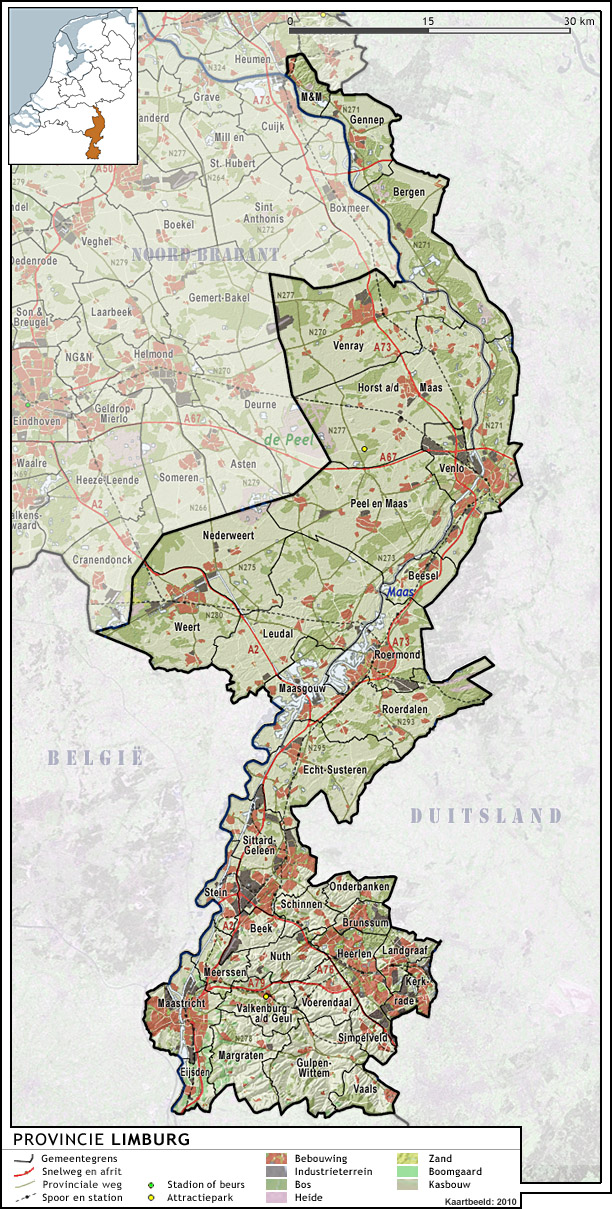
Limburg

In de volgende gemeenten in Limburg bevinden zich rijksmonumenten:
- Lijst van rijksmonumenten in Beek
- Lijst van rijksmonumenten in Beekdaelen
- Lijst van rijksmonumenten in Beesel
- Lijst van rijksmonumenten in Bergen
- Lijst van rijksmonumenten in Brunssum
- Lijst van rijksmonumenten in Echt-Susteren
- Lijst van rijksmonumenten in Eijsden-Margraten
- Lijst van rijksmonumenten in Gennep
- Lijst van rijksmonumenten in Gulpen-Wittem
- Lijst van rijksmonumenten in Heerlen
- Lijst van rijksmonumenten in Horst aan de Maas
- Lijst van rijksmonumenten in Kerkrade
- Lijst van rijksmonumenten in Landgraaf
- Lijst van rijksmonumenten in Leudal
- Lijst van rijksmonumenten in Maasgouw
- Lijst van rijksmonumenten in Maastricht
- Lijst van rijksmonumenten in Meerssen
- Lijst van rijksmonumenten in Mook en Middelaar
- Lijst van rijksmonumenten in Nederweert
- Lijst van rijksmonumenten in Peel en Maas
- Lijst van rijksmonumenten in Roerdalen
- Lijst van rijksmonumenten in Roermond
- Lijst van rijksmonumenten in Simpelveld
- Lijst van rijksmonumenten in Sittard-Geleen
- Lijst van rijksmonumenten in Stein
- Lijst van rijksmonumenten in Vaals
- Lijst van rijksmonumenten in Valkenburg aan de Geul
- Lijst van rijksmonumenten in Venlo
- Lijst van rijksmonumenten in Venray
- Lijst van rijksmonumenten in Voerendaal
- Lijst van rijksmonumenten in Weert